# Первая полоса (фильм, 1931)
«Первая полоса» (англ. The Front Page) — американский художественный чёрно-белый фильм, эксцентрическая комедия режиссёра Льюиса Майлстоуна, премьера которой состоялась в 1931 году. В главных ролях задействованы Адольф Менжу и Пэт О’Брайен. Экранизация одноимённой бродвейской пьесы Чарлза Макартура и Бена Хекта.
Фильм получил три номинации на премию «Оскар»: «Лучший фильм», «Лучшая режиссёрская работа» (Льюис Майлстоун) и «Лучшая мужская роль» (Адольф Менжу). В 2010 году картина была внесена в Национальный реестр фильмов, имея «культурное, историческое или эстетическое значение».

## Сюжет
Хилди Джонсон (Пэт О’Брайен), репортёр местной газеты, помолвлен с Пегги Грант (Мэри Брайан) и планирует переехать с ней в Нью-Йорк, чтобы устроиться там на более высокооплачиваемую работу. Тем временем, все журналисты США ожидают повешения известного преступника Эрла Уильямса (Джордж Е. Стоун), чтобы разместить сообщение об этом на первой полосе газет.
Когда Уильямс сбегает от неумелого шерифа Хартмана (Кларенс Уилсон), Хилди отдаёт 260 долларов частному детективу, чтобы тот разузнал как можно больше о жизни преступника. Получив всю информацию о Уильямсе от детектива, Джонсон готовится опубликовать её в газете и отправиться в медовый месяц, однако главный редактор Уолтер Бёрнс (Адольф Менжу) категорически запрещает ему это до тех пор, пока Уильямса не поймают…

## В ролях
| Актёр                 | Роль                               |
| --------------------- | ---------------------------------- |
| Адольф Менжу          | Уолтер Бёрнс                       |
| Пэт О’Брайен          | Хилдебранд «Хилди» Джонсон         |
| Мэри Брайан           | Пегги Грант                        |
| Эдвард Эверетт Хортон | Рой В. Бенсингер                   |
| Уолтер Катлетт        | Джимми Мёрфи                       |
| Джордж Э. Стоун       | Эрл Уильямс                        |
| Мэй Кларк             | Молли Маллой                       |
| Слим Саммервилл       | Ирвинг Пинкус                      |
| Мэтт Мур              | Эрни Крюгер                        |
| Фрэнк Макхью          | «Мак» Маккью                       |
| Кларенс Уилсон        | шериф Питер Б. Хартман             |
| Фрэнсис Форд          | детектив Карл (в титрах не указан) |

## Другие экранизации той же пьесы
- Его девушка Пятница
- Первая полоса (фильм, 1974)
- Переключая каналы